# Lykios
Lykios – starożytny rzeźbiarz grecki działający w V wieku p.n.e., pochodzący z Eleuteraj. Syn rzeźbiarza Myrona.
Był twórcą rzeźb o tematyce mitologicznej, a także wizerunków z życia codziennego: posągu przedstawiającego chłopca z kadzielnicą (ustawiony na Akropolu) oraz chłopca palącego kadzidło.